# Owenmore (fiume)
L'Owenmore (in gaelico irlandese  An Abhainn Mhór) è un fiume di 47 km che scorre interamente nella contea di Mayo, Irlanda. Il fiume riceve le proprie acque da torbiere, brughiere e da affluenti provenienti dalle montagne circostanti.

## Geografia
Il fiume nasce sulla catena Nephin Beg, precisamente nella zona del Lough Adanacleveen. Successivamente scorre in direzione Nord-Est fino a ricevere le acque dell'affluente principale, l'Oweninny, nei dintorni del villaggio di Bellacorick. Successivamente devia verso Est e sfocia nell'Atlantico dopo avere attraversato i villaggi di Bangor Erris e Kilcommon.

## Pesca
Il fiume, analogamente a fiumi e laghi della zona settentrionale della contea di Mayo, è ricco di trote e salmoni. Nella zona di Bangor Erris è presente un'area in cui è possibile praticare la pesca sportiva in determinati periodi dell'anno e, all'interno di questi, in specifiche fasce orarie. L'unico metodo autorizzato è la pesca con la mosca.